# Fischbachau
Fischbachau is een gemeente in de Duitse deelstaat Beieren, en maakt deel uit van de Landkreis Miesbach.
Fischbachau telt 5.694 inwoners.
Bad Wiessee ·
Bayrischzell ·
Fischbachau ·
Gmund am Tegernsee ·
Hausham ·
Holzkirchen ·
Irschenberg ·
Kreuth ·
Miesbach ·
Otterfing ·
Rottach-Egern ·
Schliersee ·
Tegernsee ·
Valley ·
Waakirchen ·
Warngau ·
Weyarn